# Dapitan
Dapitan (cebuà: Dakbayan sa Dapitan), oficialment la Ciutat de Dapitan, és una ciutat de la província de Zamboanga del Norte de les Filipines. El 2015 tenia 82.418 habitants.